# Copa Ciudad de Santa Fe 2006
La Copa Ciudad de Santa Fe 2006 es un torneo amistoso de fútbol organizado por el Club Atlético Colón. Esta fue la segunda edición, y todos los partidos se jugaron en el estadio del equipo organizador: Brigadier General Estanislao López durante el 19 y 22 de enero.
Fueron invitados el Club Atlético Newell's Old Boys de Rosario y el Club Olimpia de Asunción. Colón participó también pues era el organizador, y el Atlético Nacional por ser el campeón de la edición anterior.

## Semifinales
| Fecha                                       | Sede     | Hora (local) | Equipo local      | Resultado | Equipo visitante  |
| ------------------------------------------- | -------- | ------------ | ----------------- | --------- | ----------------- |
| 19 de enero                                 | Santa Fe | 20:00        | Newell's Old Boys | 3 - 1     | Atlético Nacional |
| Newell's Old Boys clasifica al ganar 3 - 1. |          |              |                   |           |                   |

| Fecha                           | Sede     | Hora (local) | Equipo local | Resultado | Equipo visitante |
| ------------------------------- | -------- | ------------ | ------------ | --------- | ---------------- |
| 19 de enero                     | Santa Fe | 22:15        | Colón        | 2 - 0     | Olimpia          |
| Colón clasifica al ganar 2 - 0. |          |              |              |           |                  |

## Tercer puesto
| Fecha                                            | Sede     | Hora (local) | Equipo local | Resultado | Equipo visitante  |
| ------------------------------------------------ | -------- | ------------ | ------------ | --------- | ----------------- |
| 22 de enero                                      | Santa Fe | 20:00        | Olimpia      | 2 - 1     | Atlético Nacional |
| Olimpia obtiene el tercer puesto al ganar 2 - 1. |          |              |              |           |                   |

## Final
| Fecha                                 | Sede     | Hora (local) | Equipo local | Resultado | Equipo visitante  |
| ------------------------------------- | -------- | ------------ | ------------ | --------- | ----------------- |
| 22 de enero                           | Santa Fe | 21:15        | Colón        | 2 - 0     | Newell's Old Boys |
| Colón obtiene la copa al ganar 2 - 0. |          |              |              |           |                   |